# Parti chrétien-social (Empire allemand)
Pour les articles homonymes, voir Parti chrétien-social.
Le Parti chrétien-social (CSP) est un parti chrétien conservateur et antisémite de l'Empire allemand.

## Histoire
Le CSP est fondé le 5 janvier 1878, deux jours après les événements de l'assemblée de la glacière (de), par Adolf Stoecker à Berlin sous le nom de Parti ouvrier chrétien-social (CSAP) dans un petit cercle de partisans à huis clos. Selon les objectifs fondateurs de Stoecker, ce parti "devait devenir la grande alternative politique et sociopolitique à la social-démocratie" (Brakelmann). Après la défaite électorale du 30 juillet 1878 (2 310 voix au total dont 1 422 de Berlin), le parti en tire les conséquences et se tourne vers la petite bourgeoisie conservatrice à partir de 1881 et s'appelle désormais le « Parti chrétien-social ».
Stoecker réussit au début de 1878 à attirer l'attention du public en s'opposant vigoureusement aux agitateurs sociaux-démocrates lors de leurs réunions. Encouragé par de nombreux applaudissements, il décide de fonder un parti ouvrier « chrétien-social ». Ce parti défend avant tout des thèses nationales chrétiennes, à la fois antisocialistes et anticapitalistes.
Le parti a pour programme :
- Fondation des coopératives professionnelles obligatoires
- Réglementation du système d'apprentissage
- Arbitrage commercial
- Caisses obligatoires des veuves et orphelins, invalidité et vieillesse
- Journée de travail normale
- Lois sur les usines
- Rétablissement des lois sur l'usure
- Impôts progressifs sur le revenu et sur les successions

Ce programme suscite l'opposition des politiciens sociaux conservateurs et l'impact immédiat sur la social-démocratie est très faible.

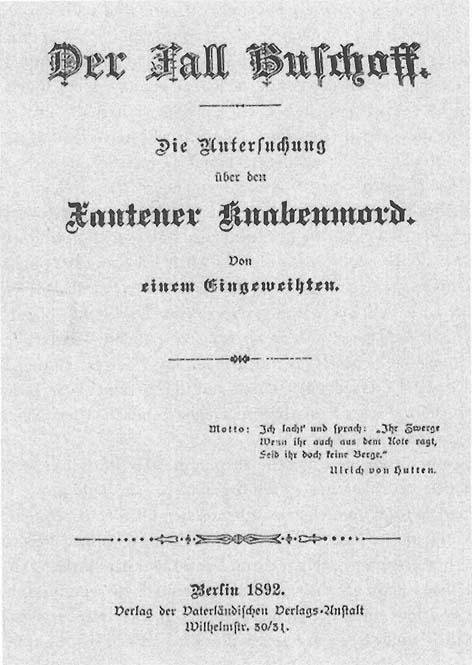
Christlich-soziale Schrift sur l'accusation de meurtre rituel de Xanten, 1892

Le parti se recentre sur les classes moyennes inférieures et rejoint le mouvement antisémite. L'élément unificateur du mélange contradictoire de programmes est son antisémitisme : elle qualifie les libéraux et les socialistes de gauche de « juifs », tout comme son antipode, les propriétaires de grands capitaux, sont « juifs ». Une "juiverie internationale" complotiste mondiale planifie l'anéantissement, entre autres, du "peuple allemand" (auquel les chrétiens-socialistes ne comptent pas les juifs allemands). Le CSP rejoint d'abord rejoint le Parti conservateur allemand (DKP). Lors de leur « Congrès du Parti de Tivoli » en 1892, les antisémites du DKP, sous direction chrétienne-sociale, réussissent à ancrer l'antisémitisme dans le programme du parti. Les chrétiens-socialistes participent avec un grand engagement aux campagnes antisémites des années 1880 et 1890. L'un des sujets de prédilection est les accusations de diffamation contre la minorité juive, qu'ils diffusent largement dans les journaux de leur parti et d'autres écrits.
Après la séparation forcée du DKP en 1896 causée par les scandales de leur chef Adolf Stoecker, les chrétiens-socialistes - maintenant à nouveau sous le nom de CSP - forment des alliances avec d'autres groupes antisémites tels que la Fédération des agriculteurs et le Parti social allemand.
L'antagonisme qui s'est développé au sein du parti lui-même, qui s'est entre-temps étendu à toute l'Allemagne, entre le mouvement Stoecker et un mouvement plus jeune des pasteurs Friedrich Naumann et Paul Göhre, qui met plus fortement l'accent sur le socialisme, conduit à une scission en deux groupes au congrès du parti à Eisenach (1895), mais pas de séparation fondamentale. En revanche, fin 1895, la direction du parti conservateur rejette résolument la direction de Naumann, qui se regroupe autour du journal « Die Hilfe », ce qui aboutit à la fondation de l'Association nationale-sociale.
La plupart des membres du CSP, y compris le député du Reichstag Reinhard Mumm (de), qui reprend la circonscription de Stoecker après la mort de Stoecker, rejoignent le Parti populaire national allemand nouvellement fondé en 1918, mais le quittent vers 1929 en raison des politiques antisociales d'Alfred Hugenberg et rejoignent le Service populaire chrétien-social.

## Présidents
- 1878-1909 Adolf Stoecker
- 1909-1912 Franz Behrens
- 1912-1916 Wilhelm Philipps (de)
- 1916-1918 Georg Burckhardt, assisté de Wilhelm Wallbaum (de)

## Succès électoraux
Les politiciens du CSP ont pu gagner les circonscriptions suivantes lors des élections du Reichstag dans l'Empire allemand :
- Siegen (de)-Wittgenstein (de)-Biedenkopf (de) (Adolf Stoecker en 1898, 1903 et 1907, Reinhard Mumm en 1912)
- Dill-Haut-Westerwald (de) (Franz Behrens en 1907 et 1912)
- Wetzlar-Altenkirchen (Georg Burckhardt en 1903, 1907 et 1912)